# Тепе Маранджан
Тепе Маранджан был буддийским монастырём, расположенным на восточной окраине Кабула и датируемым IV веком нашей эры или VI—VII веками для буддийского времени. На этом месте было обнаружено множество буддийских скульптур. Они сделаны из глины и стилистически вырезаны по мотивам скульптур Хадды, но предшествовали стилю монастыря Фундукистан. Тепе Маранджан можно считать примером искусства Гандхары V или VI веков нашей эры.
Археологическое место Тепе Маранджан было раскопано французским участником DAFA Жаном Карлом в 1933 году, а затем археологом Жераром Фуссманом в 1976 году. Это место недавно было изучено Земаралаем Тарзи из Афганского института археологии.
Большой клад монет Сасанидской империи был обнаружен в Тепе Маранджане: 367 сасанидских серебряных драхм от царя Шапура II (309—379) до Арташира II (379—383), которые, благодаря их единообразию, предположительно были отчеканены в окрестностях Кабула. Клад также содержал 12 скифатных золотых динаров кидаритов, которые могли быть в обращении одновременно с сасанидскими монетами или могли быть добавлены позже.

## Галерея

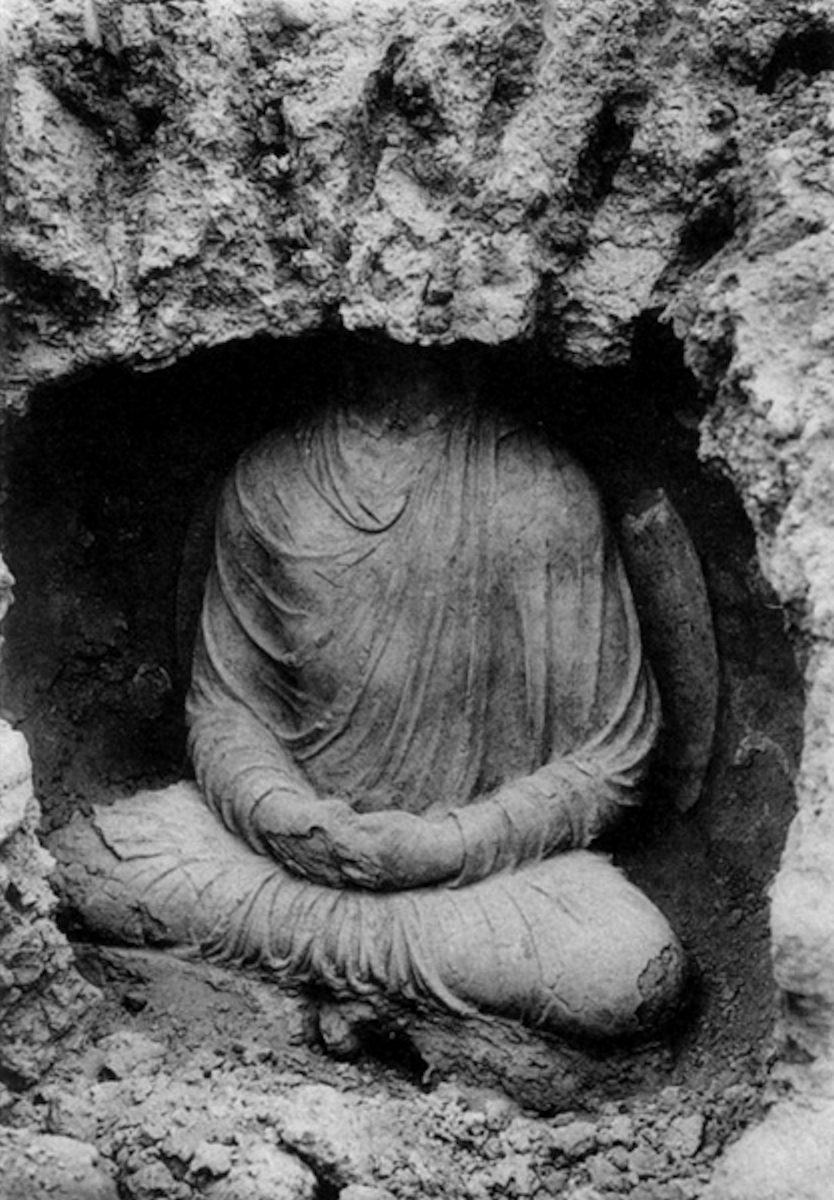
Сидящий Будда в Тепе Маранджане
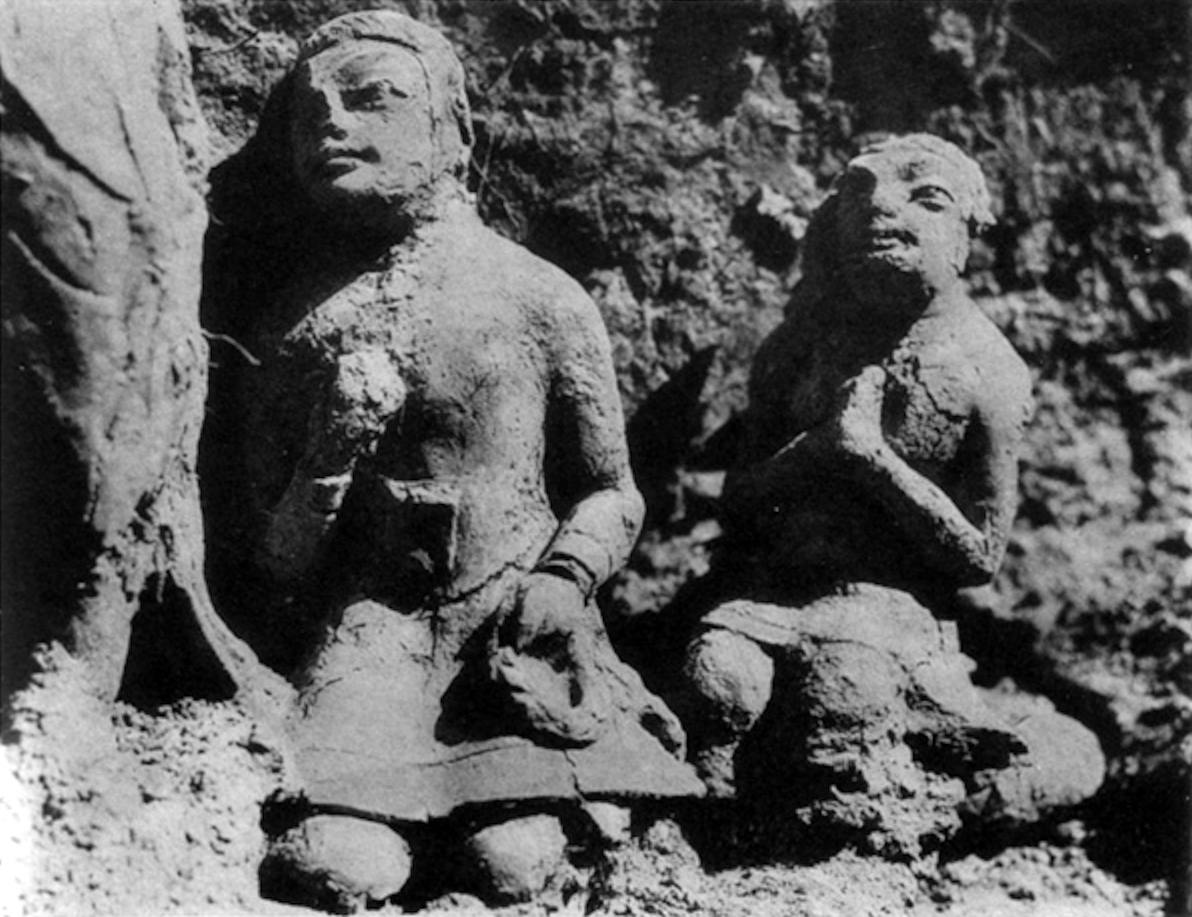
Стоящие на коленях буддийские доноры в Тепе Маранджане
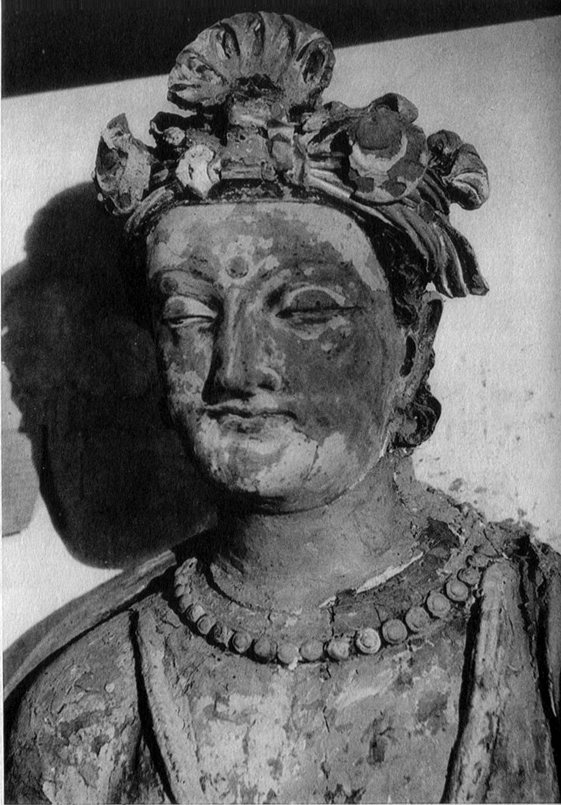
Голова бодхисаттвы, Тепе Маранджан
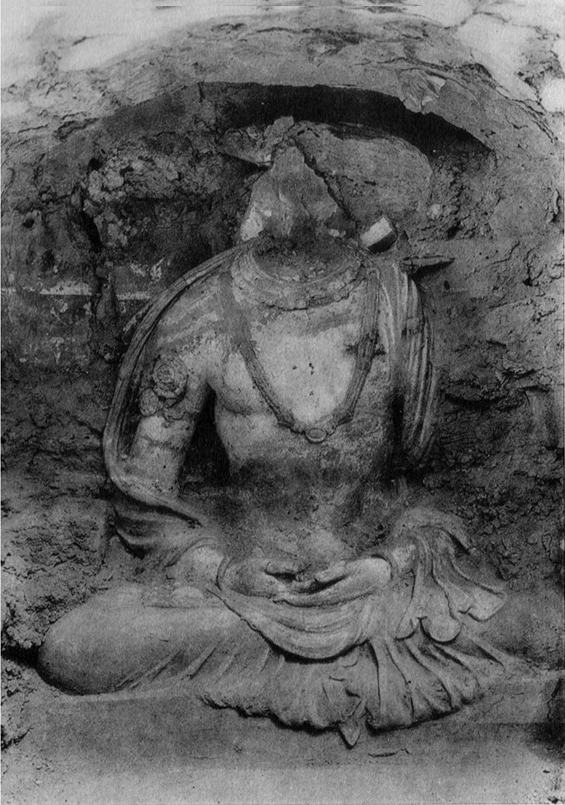
Сидящий бодхисаттва, Тепе Маранджан

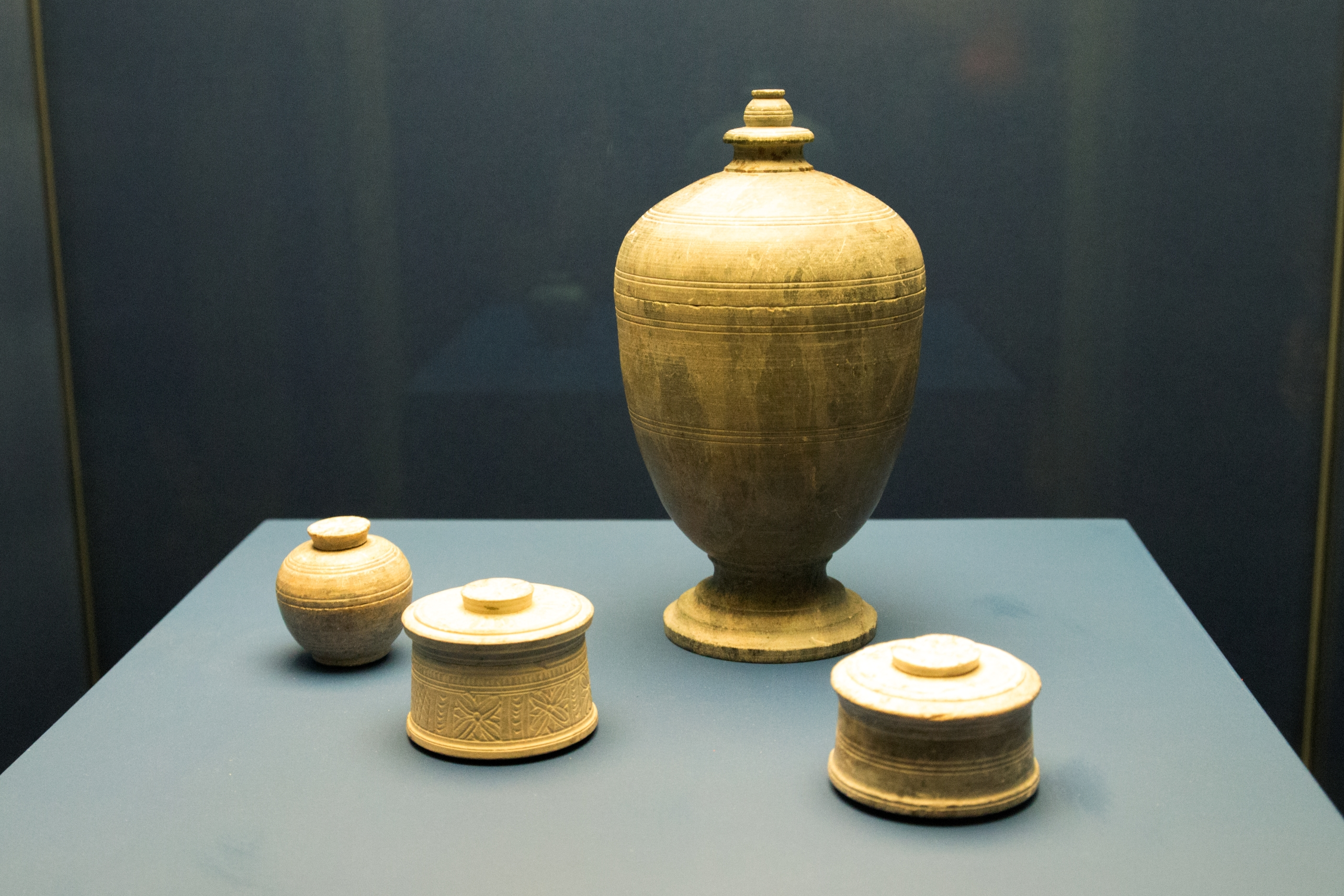
Реликварий, стеатит, Тепе Маранджан, III-V вв. н. э.
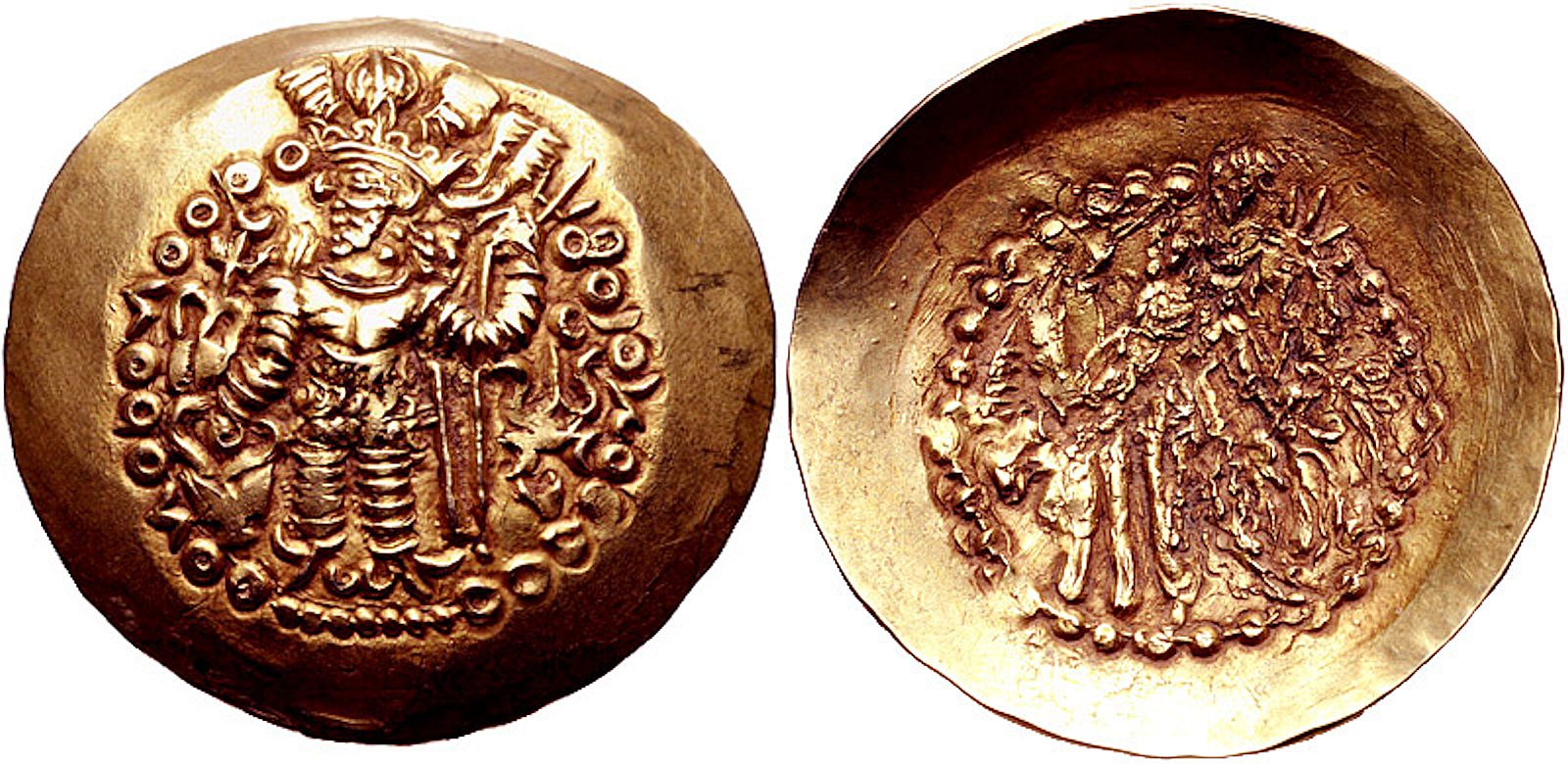
Монета от имени Кидары I с легендой «βαγο Κιδαρο οοζορκο κοþανοþαο» «Кидара, великий Кушаншах», типа монет, найденного в Тепе Маранджане (тип 6A-D), датированного до 388 г. н. э.